# 沙没沙空府
龍仔厝府（皇家轉寫：Changwat Samut Sakhon，泰語發音：[t͡ɕāŋ.wàt sā.mùt sǎː.kʰɔ̄ːn]，音譯為沙没沙空府或沙目沙空府），是位於泰國中部的一個府。「龍仔厝」一名源自當地華裔對該府的稱呼。

## 词源
“沙没”（สมุทร）来自梵语samudra，意为海洋；“沙空”（สาคร）来自梵语sagara，意为湖泊。
当地华人称该府为「龍囝厝」（白話字：Lêng-kiáⁿ-chhù），一般寫作“龙仔厝”。沓津河（แม่น้ำท่าจีน，Tha Chin River，泰语意为中国码头）曲段的沓洽龙（ท่าฉลอม，Tha Chalom，泰语意为龙之码头）是一个以华人为主的区域，当地华人认为该河流行如龙头，上游如龙身龙尾，加上华人自称为“龙的传人”，因此当地华人称沙没沙空为龙仔厝。

## 歷史
該府原名為「他欽」（泰文：ท่าจีน Tha Chin），意思是「中國碼頭」。在1548年的大城王朝把該府定為戰時治海城鎮總動員樞紐，並更名為「沙空目里」。日後拉瑪四世把「沙空目里府」改為「沙没沙空府」， 華人稱為「龍仔厝府」。

## 地理
面積約為872平方公里，距首都曼谷約28公里。其疆域北連叻武里府及佛統府；南毗暹羅灣；東接曼谷；西臨沙沒頌堪府及叻武里府。該府是海濱低窪地帶，位於他金河口、暹羅灣北端，該府還是泰國最大的海產集散地，是鹽田最多的沿海府治，也是大、中、 型工業集中地。

## 行政
龍仔厝府行政區共分為3個縣（Amphoe），再分成40個區（Tambon），並細分成288个村（Muban）。
| \| # \| 中文名 \| 泰文名 \| 英文名 \| \| - \| --------------------------------------- \| ------------ \| ------------------- \| \| 1 \| 龍仔厝府治縣 (沙没沙空府治县) \| เมืองสมุทรสาคร \| Mueang Samut Sakhon \| \| 2 \| 甲吞本县（英语：Amphoe Krathum Baen） \| กระทุ่มแบน \| Krathum Baen \| \| 3 \| 班飘县（英语：Amphoe Ban Phaeo） \| บ้านแพ้ว \| Ban Phaeo \| |                               |              |                     |
| # | 中文名                        | 泰文名       | 英文名              |
| 1 | 龍仔厝府治縣 (沙没沙空府治县) | เมืองสมุทรสาคร | Mueang Samut Sakhon |
| 2 | 甲吞本县                      | กระทุ่มแบน     | Krathum Baen        |
| 3 | 班飘县                        | บ้านแพ้ว       | Ban Phaeo           |

## 名勝古蹟
- 舵手那拉信紀念碑（ศาลพันท้ายนรสิงห์，Phanthai Norasing Shrine）：為紀念大城王朝嚴守紀律的忠義舵手那拉信而建，原位於曲折的柯堪港，後移至瑪哈猜河毗。
- 倉隆寺（วัดช่องลม，Wat Chong Lom）：位於直轄縣，建於大城王朝，內有皇家紀念碑，近年被裝修一新。除建築宏偉、繁花似錦外，尚可欣賞他金河毗的美景。
- 哇拉沙它咖雅蘭寺：位於萬標縣，遊客可參觀此名剎，另可欣賞成千上萬的烏鴉棲息在寺裡大樹的奇景。
- 柯堪寺（วัดโคกขาม，Wat Khok Kham）：位於柯堪河毗，為一寬廣的古老佛寺，內有許多與那拉信舵手有關的文物古董。
- 哇雅庄巴沙寺（วัดใหญ่จอมปราสาท，Wat Yai Chom Prasat）：位於直轄縣，建於大城時代，寺廟大門為柚木雕刻，精緻美麗，寺內收藏有各種文物供參觀。
- 果園區：位於甲童烹縣及萬標縣，有果園、菜園、蘭花圃、椰子園的等，常吸引遊客前往觀賞。
- 邦威青措碉堡：位於直轄縣，建於拉瑪三世時代，旨在防御外來海軍入侵。其大炮已移至附近的城隍廟及府署前展示。
- 坡哈河上市場：位於萬標縣，每天早上六時至中午十二時，許多小舟滿載各種鮮菜水果在此兜售，令人囑目。
- 鹽田：制鹽是該府民眾的重要職業。在「吞武里－北桃路」邊的村莊，有許多居民從事鹽田工作，遊客可參觀其制鹽方法。